# Kaos
Kaos (stylizováno jako KAOS) je mytologicky laděný seriál Netflixu. Žánr pořadu je černá komedie. Děj se točí kolem tří lidí, kteří jsou spojeni s dávným proroctvím a neútěšnou situací, při které musí odolávat nástrahám zkorumpovaných a arogantních bohů řecké mytologie. Seriál byl na Netflixu uveden 29. srpna 2024. V říjnu 2024 byl po jedné sérii zrušen.

## Děj
Všemocný, ale nejistý bůh Zeus drží Prométhea připoutaného k útesu a mučí ho za to, že se opovážil zasahovat do jeho svévolné a autokratické vlády. Prométheus, který je po celou dobu vypravěčem seriálu, opakovaně mluví o proroctví: „Linie povstává a řád chřadne, rodina padne a chaos všemu vládne.“ Dlouhá léta vyčkával a nyní s pomocí proroctví a nevědomého zapojení tří smrtelných lidí, Eurydiky, Kainea a Ariadny, aktivuje svůj plán na svržení Dia.

## Obsazení
- Jeff Goldblum jako Zeus
- Janet McTeer jako Héra
- Aurora Perrineau jako Eurydika („Riddy“)
- Cliff Curtis jako Poseidón
- David Thewlis jako Hádés
- Rakie Ayola jako Persefona
- Killian Scott jako Orfeus
- Leila Farzad jako Ariadna („Ari“)
- Nabhaan Rizwan jako Dionýsos
- Debi Mazar jako Medúza
- Stephen Dillane jako Prométheus
- Misia Butler jako Kaineus/Caeneus
- Mat Fraser jako Daidalos
- Stanley Townsend jako Mínós
- Billie Piper jako Cassandra
- Moiry
  - Suzy Eddie Izzard jako Lachesis („Lachy“)
  - Ché jako Klóthó
  - Sam Buttery jako Atropos
- Furie
  - Cathy Tyson jako Alléktó
  - Donna Banya jako Tísifoné („Tisi“)
  - Natalie Klamar jako Megaira („Meg“)
- Fady Elsayed jako Glaucus / Mínótauros
- Michelle Greenidge jako jedna z Tacit
- Gilian Cally jako Hekabé
- Shila Ommi jako Pásifaé („Pas“)
- Amanda Douge jako Andromaché
- Daniel Lawrence Taylor jako Théseus
- Ramon Tikaram jako Charón
- Joe McGann jako Polyfémos
- Rosie Cavaliero jako Prue
- Daniel Monks jako Astyanax („Nax“)
- Slavko Sobin jako Carl Crixus

## Seznam dílů
| Č. | Název     | Český název | Režie               | Scénář         | Premiéra       |
| -- | --------- | ----------- | ------------------- | -------------- | -------------- |
| 1  | Episode 1 | 1. díl      | Georgi Banks-Davies | Charlie Covell | 29. srpna 2024 |
| 2  | Episode 2 | 2. díl      | Georgi Banks-Davies | Charlie Covell | 29. srpna 2024 |
| 3  | Episode 3 | 3. díl      | Georgi Banks-Davies | Charlie Covell | 29. srpna 2024 |
| 4  | Episode 4 | 4. díl      | Runyararo Mapfumo   | Charlie Covell | 29. srpna 2024 |
| 5  | Episode 5 | 5. díl      | Georgi Banks-Davies | Charlie Covell | 29. srpna 2024 |
| 6  | Episode 6 | 6. díl      | Runyararo Mapfumo   | Charlie Covell | 29. srpna 2024 |
| 7  | Episode 7 | 7. díl      | Runyararo Mapfumo   | Charlie Covell | 29. srpna 2024 |
| 8  | Episode 8 | 8. díl      | Georgi Banks-Davies | Charlie Covell | 29. srpna 2024 |